# Gustav Thomsen

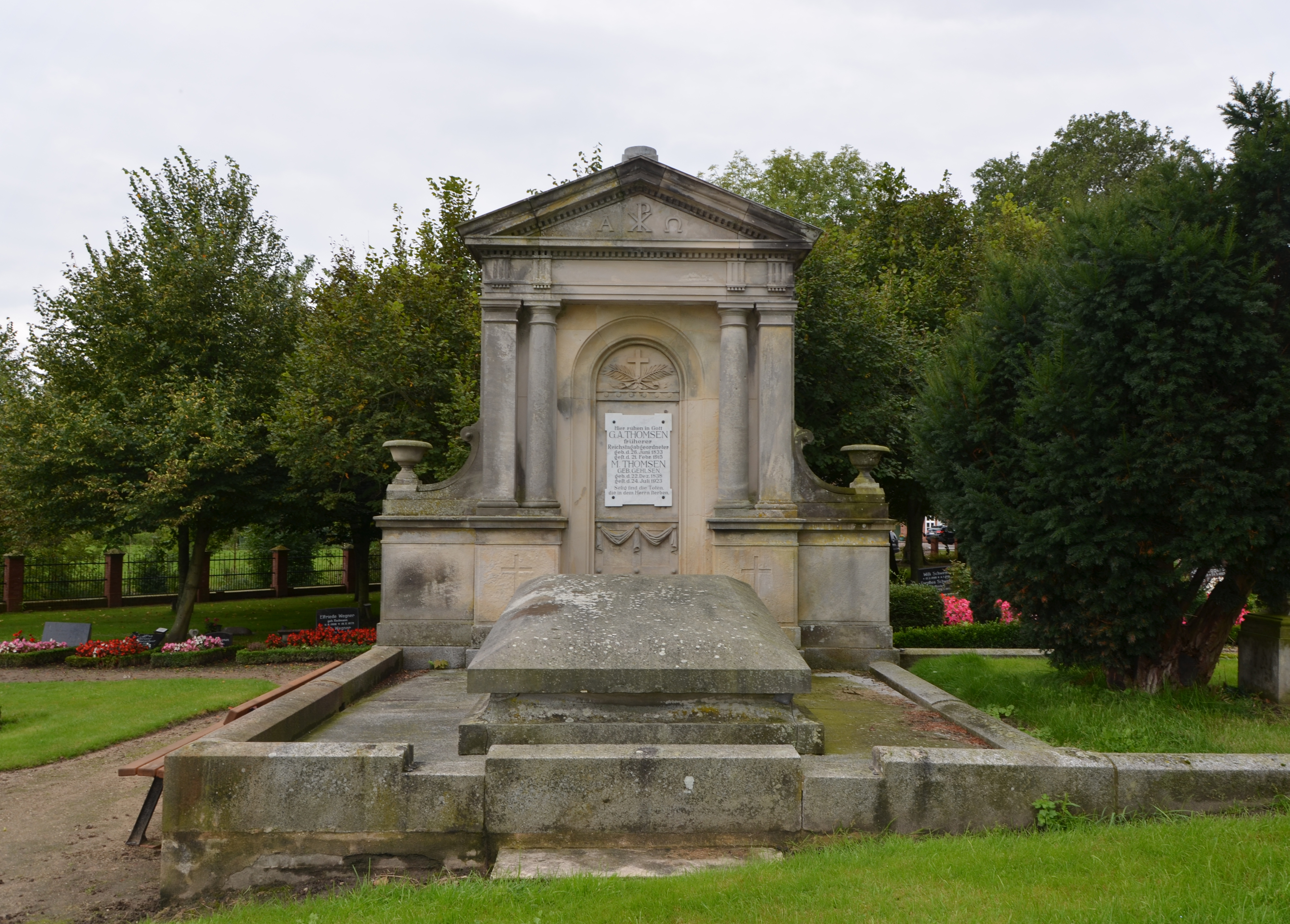
Thomsens Grab in Hemme

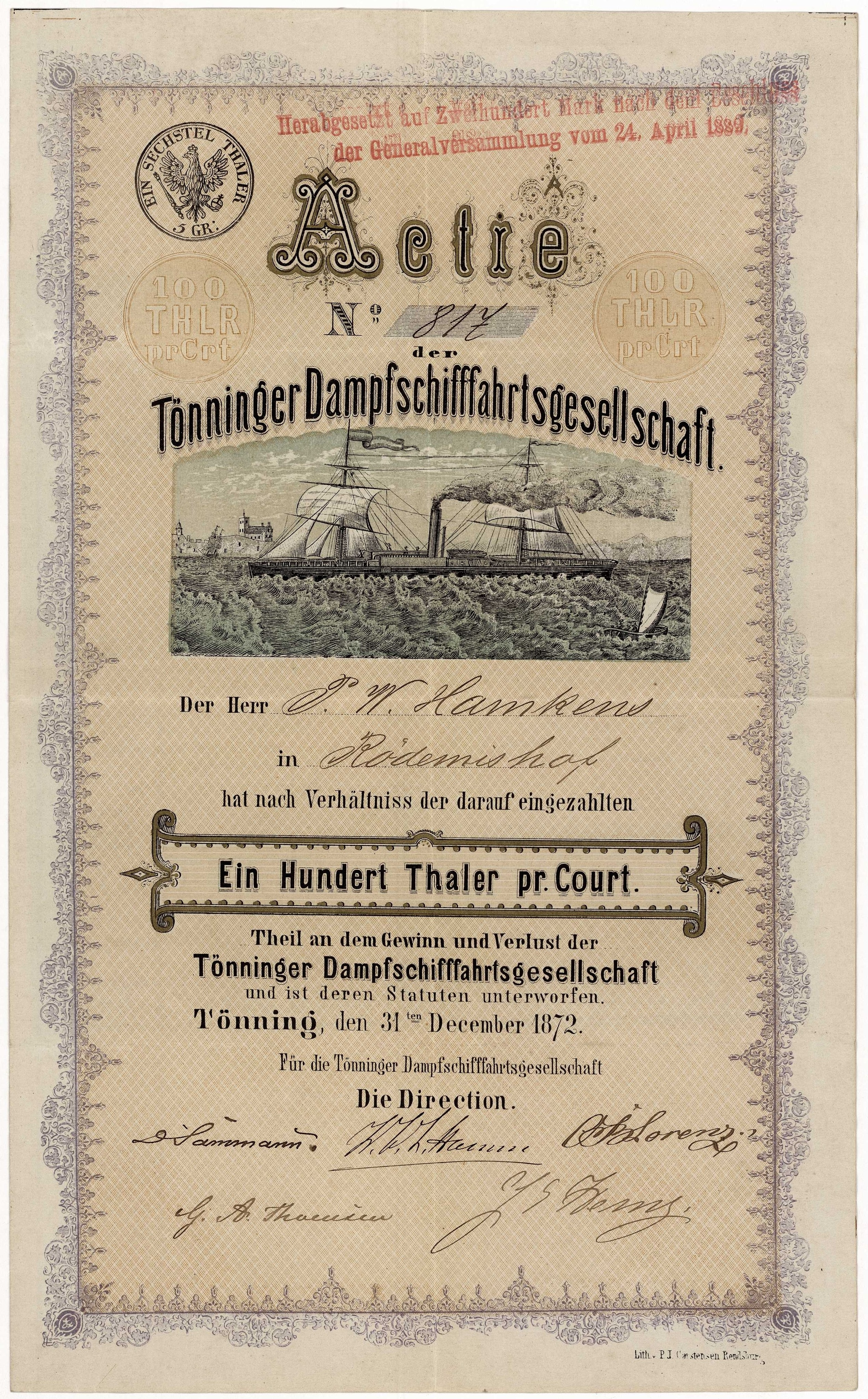
Aktie über 100 Taler pr. Court. der Tönninger Dampfschifffahrtsgesellschaft vom 31. Dezember 1872 mit Unterschrift von Gustav Thomsen

Gustav Adolph Dierks Thomsen (* 26. Juni 1833 in Zennhusen; † 22. Februar 1915 ebenda) war Unternehmer und Mitglied des deutschen Reichstags.

## Leben
Thomsen besuchte Landschulen und ein Pensionat. Er betätigte sich als Landwirt und in vielfältiger Weise unternehmerisch. So gründete er 1871 die Tönninger Dampfschifffahrtsgesellschaft, deren Direktor er auch war. Zweck der Unternehmung war es, Schlachtvieh nach England und Kohle nach Deutschland zu transportieren. Zur Finanzierung der Jungviehzucht durch sogenannte Gräserkredite gründete er 1875 die Tönninger Darlehensbank (später: Schleswig-Holsteinische Bank) und 1896 die Westholsteinische Bank. Bereits 1889 brach die Maul- und Klauenseuche in England aus, was seinen Gesellschaften herbe Verluste bescherte. So wurde die Reederei 1893 aufgelöst.
Weiter besaß er eine Holzhandlung und gründete und führte einen Buch- und Zeitungsverlag.
Thomsen war politisch zunächst bei der Liberalen Vereinigung, dann bei der Deutschen Freisinnigen Partei tätig. Er geriet jedoch mit diesen in Konflikt, weil er sich nicht gegen die Politik Bismarcks aussprach.
Zwischen 1881 und 1898 war er Mitglied des Deutschen Reichstages für den Wahlkreis Provinz Schleswig-Holstein 5 Dithmarschen, Steinburg.
Thomsen ist mit seiner Familie auf dem Kirchhof in Hemme begraben. Die Gruftanlage stellt das eindrucksvollste Grabmal auf dem kleinen Dorffriedhof dar.